# 三亚理工职业学院
三亚理工职业学院成立于2009年，学校坐落于中国海南省三亚市吉阳区，是教育部批准成立的民办普通高等职业学校，由世界500强企业吉利控股集团出资举办。

## 院系
学校下设7个院部，开设涵盖装备制造、电子信息、土木建筑、旅游、交通运输、医药卫生、财经商贸、新闻传播、文化艺术等10个专业大类的51个专业(含方向和3+2试点项目)。
- 智能汽车与工程学院
- 旅游与康体产业学院
- 数字媒体学院
- 经济与贸易学院
- 航空服务产业学院
- 国际邮轮游艇产业学院
- 公共基础教学部